# Scotostena
Scotostena é um gênero de traça pertencente à família Arctiidae.